# Eduardo e Cristina
Eduardo e Cristina è un'opera di Gioachino Rossini.
L'opera fu rappresentata la prima volta al Teatro San Benedetto di Venezia il 24 aprile 1819 con una favorevolissima accoglienza e venne replicata una trentina di volte nel giro di due mesi.
Il libretto, denominato «dramma», scritto da Andrea Leone Tottola con il contributo di Gherardo Bevilacqua Aldobrandini, è un adattamento del libretto Odoardo e Cristina, scritto nel 1810 da Giovanni Schmidt per la musica di Stefano Pavesi. Il libretto fu adattato in funzione di musiche preesistenti che il pubblico veneziano non conosceva. Si trattava quindi di un cosiddetto centone, cioè di un testo costituito totalmente o prevalentemente da brani tratti da altre composizioni, in questo caso dello stesso autore. Gran parte del materiale musicale proviene infatti da Adelaide di Borgogna, Ermione, Ricciardo e Zoraide e Mosè in Egitto.
Il 15 gennaio 1820 avviene la prima al Teatro La Fenice di Venezia con Nicola Tacchinardi.
Il 26 dicembre 1821 avviene la prima nel Teatro Regio di Torino come Edoardo e Cristina con Giuditta Pasta e Tacchinardi.
Il 13 dicembre 1822 avviene la prima nel Teatro Nacional de São Carlos di Lisbona.
L'8 aprile 1824 avviene la prima nel Teatro della Canobbiana di Milano. 
Il 7 febbraio 1831 avviene la prima nel Teatro Comunale di Bologna.
In tempi moderni, la prima rappresentazione al Rossini Festival di Bad Wildbad avviene nel 1997 e vi torna esattamente vent'anni dopo con Laura Polverelli e Silvia Dalla Benetta nei panni dei due protagonisti. È l'ultimo titolo del catalogo rossiniano a venire eseguito al Rossini Opera Festival dove debutta nel 2023, con Daniela Barcellona, Anastasia Bartoli e Enea Scala nei panni rispettivamente di Eduardo, Cristina e Carlo.

## Interpreti della prima rappresentazione
| Personaggio | Interprete         |
| ----------- | ------------------ |
| Carlo       | Eliodoro Bianchi   |
| Cristina    | Rosa Morandi       |
| Eduardo     | Carolina Cortesi   |
| Giacomo     | Luciano Bianchi    |
| Atlei       | Vincenzo Fracalini |

## Trama
Cristina, figlia del re Carlo di Svezia, ed Eduardo, condottiero dell'esercito svedese, sono segretamente sposati e hanno un figlio, Gustavo.
La relazione e l'esistenza del bambino vengono scoperti dopo che il re, ignaro, ha promesso Cristina in sposa al principe Giacomo. Cristina rifiuta un matrimonio riparatore e così lei ed Eduardo vengono imprigionati.
Eduardo ha la possibilità di riabilitarsi quando l'amico Atlei lo libera in seguito ad un improvviso attacco dei russi. Sconfitto il nemico, Eduardo rimette al re la propria vita, chiedendo la libertà per Cristina e Gustavo. Carlo lo perdona e acconsente all'unione con la figlia.

## Organico orchestrale
La partitura di Rossini prevede l'utilizzo di
- 2 flauti (anche ottavini), 2 oboi, 2 clarinetti, 2 fagotti
- 2 corni, 2 trombe, 3 tromboni
- timpani, grancassa, piatti, triangolo
- archi
- banda sul palco

## Struttura dell'opera
- Sinfonia

### Atto 1
- 1 Introduzione Giubila, o patria, omai (Coro, Atlei, Giacomo, Cristina, Carlo)
- 2 Coro, scena e cavatina Serti intrecciar le vergini - Vinsi, ché fui d'eroi (Eduardo)
- 3 Coro e aria O ritiro che soggiorno - È svanita ogni speranza (Cristina)
- 4 Duetto In que' soavi sguardi (Cristina, Eduardo)
- 5 Coro Vieni al tempio
- 6 Scena e cavatina D'esempio all'alme infide (Carlo, Coro)
- 7 Finale primo A che, spietata sorte (Coro, Carlo, Cristina, Giacomo, Eduardo, Atlei)

### Atto 2
- 8 Introduzione Giorno terribile (Coro)
- 9 Coro Impera severa
- 10 Aria Questa man la toglie a morte (Giacomo)
- 11 Scena e duetto Ahi, qual orror, oh stelle! (Cristina, Carlo)
- 12 Coro, scena e cavatina Nel misero tuo stato - La pietà che in sen serbate (Eduardo)
- 13 Scena e duetto Arresta il colpo - Ah, nati è ver noi siamo (Cristina, Eduardo, Coro)
- 14 Battaglia
- 15 Duetto Come? Tu sei? (Carlo, Eduardo)
- 16 Finale Or più dolci intorno al core (Carlo, Eduardo, Cristina, Giacomo, Atlei, Coro)

## Discografia
| Anno | Interpreti (Carlo, Cristina, Eduardo, Giacomo, Atlei)                                  | Direttore, Orchestra e Coro                                                                     | Etichetta                      |
| ---- | -------------------------------------------------------------------------------------- | ----------------------------------------------------------------------------------------------- | ------------------------------ |
| 1997 | Omar Jara, Carmen Acosta, Eliseda Dumitru, Konstantin Gorny, Jorge Orlando Gómez       | Francesco Corti, I Virtuosi di Praga (Registrato dal vivo al Festival di Wildbad, luglio 1997)  | CD: Bongiovanni GB 2205/2206-2 |
| 2019 | Kenneth Tarver, Silvia Dalla Benetta, Laura Polverelli, Baurzhan Anderzhanov, Xiang Xu | Gianluigi Gelmetti Virtuosi Brunensis (Registrato dal vivo al Festival di Wildbad, luglio 2017) | CD: Naxos 8.660466-67          |